# Église Notre-Dame de Ménerval
 (novembre 2020).
L'église Notre-Dame de Méenerval est un édifice religieux, situé sur la commune de Ménerval, dans le département français de la Seine-Maritime,.

## Historique

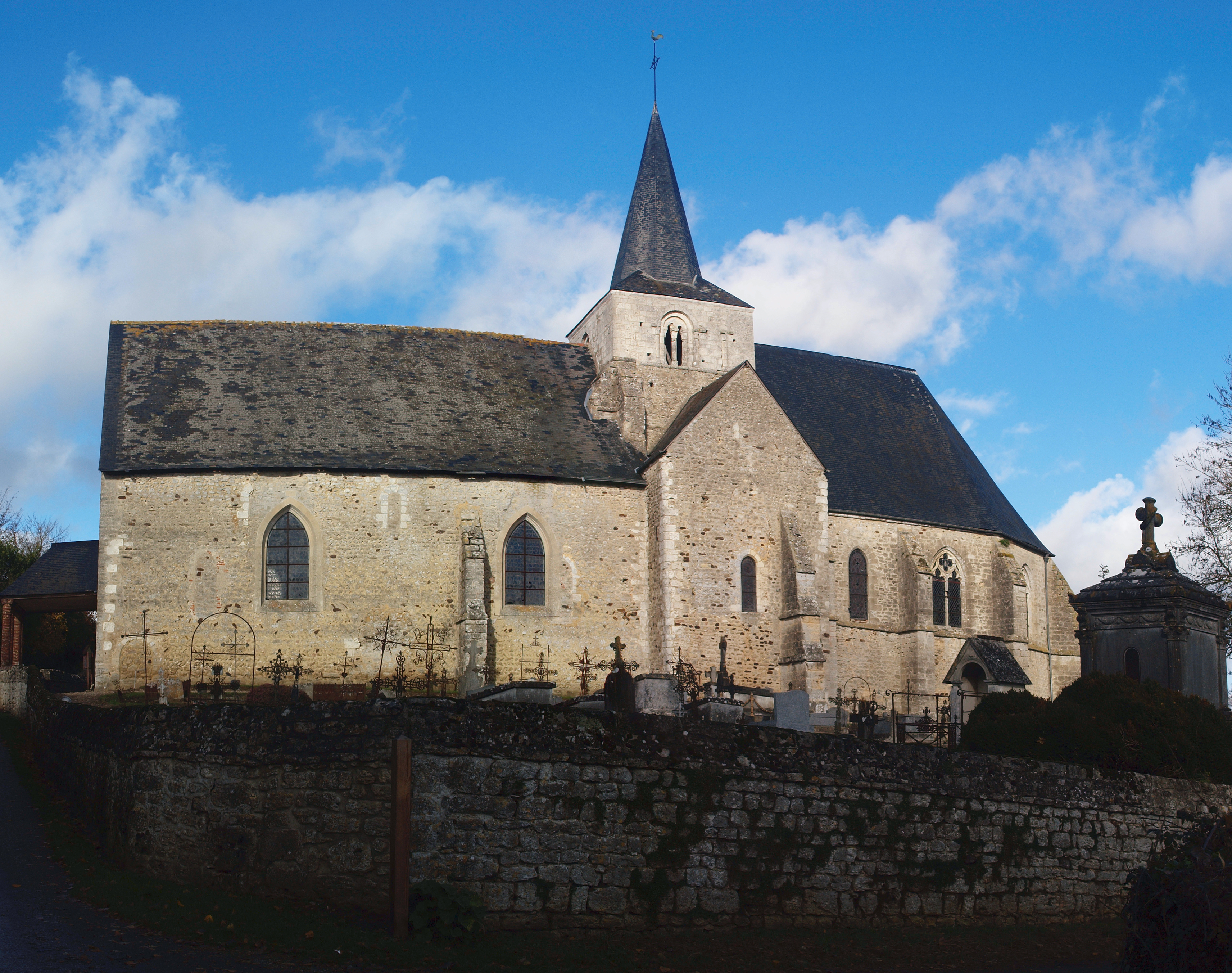

L'église Notre-Dame de Ménerval est située dans le Pays de Bray, à quelques kilomètres de Forges-les-Eaux et Gournay-en-Bray.
Relevant de l’abbaye de Saint-Germer de Fly voisine, ses fondations remontent au Xe siècle. Achevée au XIIe siècle pour la nef et le clocher, et au XVIe siècle pour le chœur, elle est attestée à partir du XIIe siècle.
Inscrite à l’inventaire supplémentaire des monuments historiques depuis 2001, elle est une des plus grandes églises du pays de Bray.
L’intérêt de l’édifice de l’église de Ménerval provient principalement de l’ancienneté de sa nef et de la charpente du chœur, voussure en bois, datée de 1506, et entièrement sculptée.
Sur l’un des sommiers, on peut lire cette inscription gravée : « l’an M. V cent fust livré cette œuvre présente ».
Dans la tourmente de la Révolution en 1793, le chœur fut utilisé comme prison pour les suspects. Elle a repris aujourd’hui sa destination d’origine, mais a dû, pour des raisons de sécurité, être fermée au public en juin 2020. Des intempéries ont gravement endommagé la toiture et ont conduit à plâtrer la voussure de la nef, originellement en arceaux de bois. Une souscription est en cours, en 2020, visant à rassembler des fonds afin de la restaurer.
Elle a conservé un retable baroque du XVIIe siècle ainsi que des blochets, motifs sculptés dans les poutres (végétaux, animaux, écussons) évoquant, le plus souvent, des personnages grimaçants.
Elle contient une statue de la Vierge à l'Enfant en bois polychrome, un aigle lutrin en bois, et un grand marbre obituaire gravé aux armes de Thierry de Campulley.

## Architecture
Son plan en croix latine à un vaisseau est terminé par un chevet polygonal. Des fenêtres en arc brisé et des contreforts scandent les murs. Le chœur est couvert d’un toit à longs pans en ardoise. Un clocher couronné de sa flèche polygonale en ardoise émerge à la croisée du transept.
Initiée au Xe siècle, (Selon l'étude approfondie d'historiens de l'architecture telle que Anastasia Chevallier Wawrzyniak) sans doute dès 950-975 ainsi qu'en atteste la présence -rare dans le monde rural- de maçonnerie en opus spicatum (niveau inférieur de la tour croisée, bras sud du transept), puis construite dans l’esprit cistercien du XIIe siècle, Notre-Dame de Ménerval, dédiée à la Vierge Marie, est un appareillage parfait de milliers de pierres, la plupart dépouillée de toute ornementation. Il s’agit d’une architecture caractérisée par l’épuration des lignes, l’austérité des décors employée au service de sa pureté ainsi que par l’emploi harmonieux de la voûte en berceau brisé, une architecture inaugurée à Cluny précisément au XIe siècle.